# Sian Clifford
Sian Clifford (Reino Unido, 7 de abril de 1982) é uma atriz britânica, conhecida pela participação na série Fleabag. Como reconhecimento, foi indicada ao Primetime Emmy Awards 2019.